# Odernheim am Glan
Odernheim am Glan est une municipalité allemande située dans le land de Rhénanie-Palatinat et l'arrondissement de Bad Kreuznach.
C'est dans cette municipalité que la rivière Glan se jette dans la Nahe, elle-même tributaire du Rhin.

## Personnalités liées à la ville
- Jutta von Sponheim (1091-1136), bienheureuse morte à l'abbaye de Disibodenberg